# 新潟県道525号親不知外波線

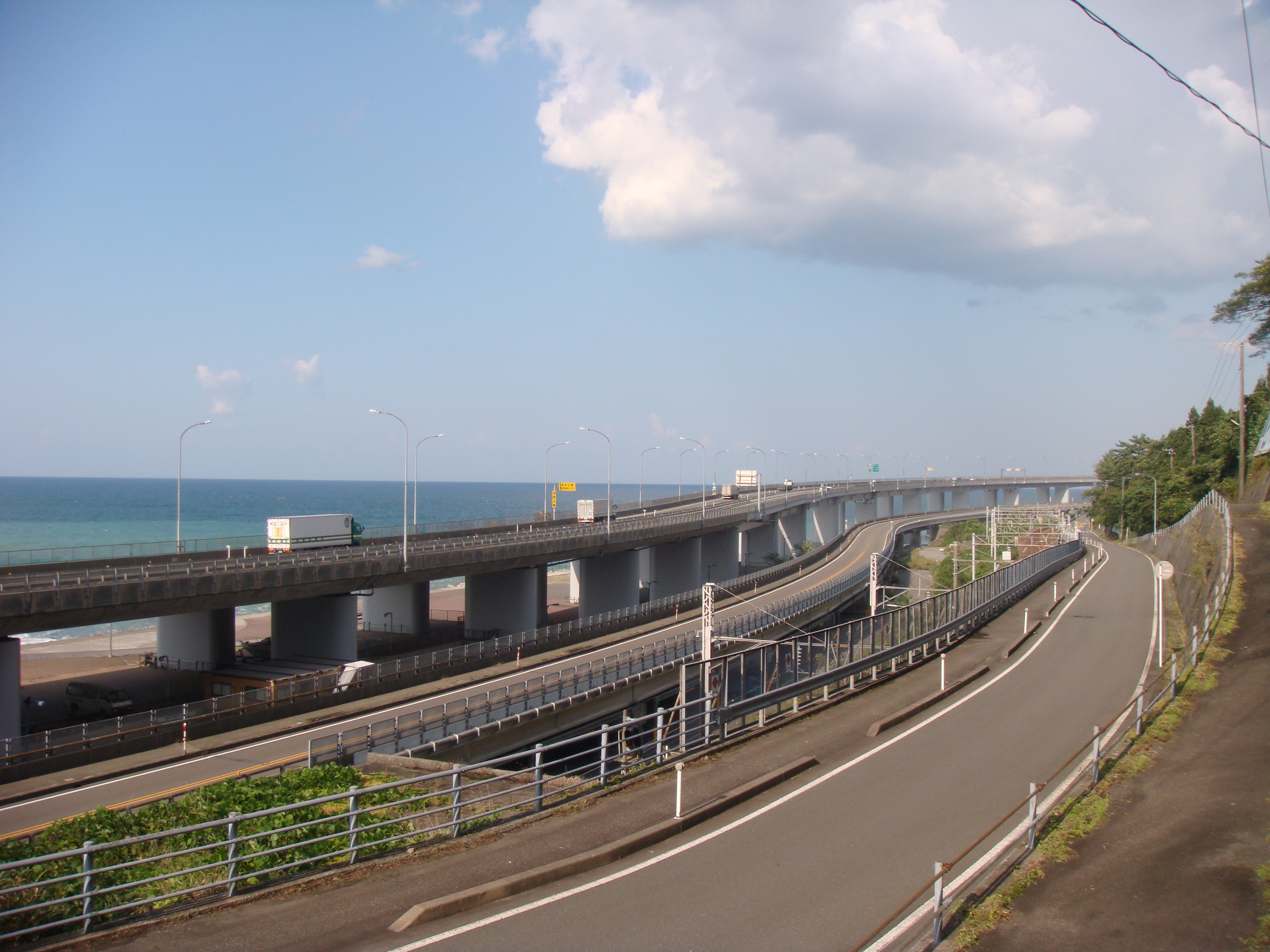
画像左から北陸自動車道、国道8号、JR北陸本線と当県道。
（糸魚川市歌周辺にて2011年（平成23年）10月撮影）

新潟県道525号親不知外波線（にいがたけんどう525ごう おやしらずとなみせん）は、新潟県の糸魚川市内を通る一般県道である。

## 概要

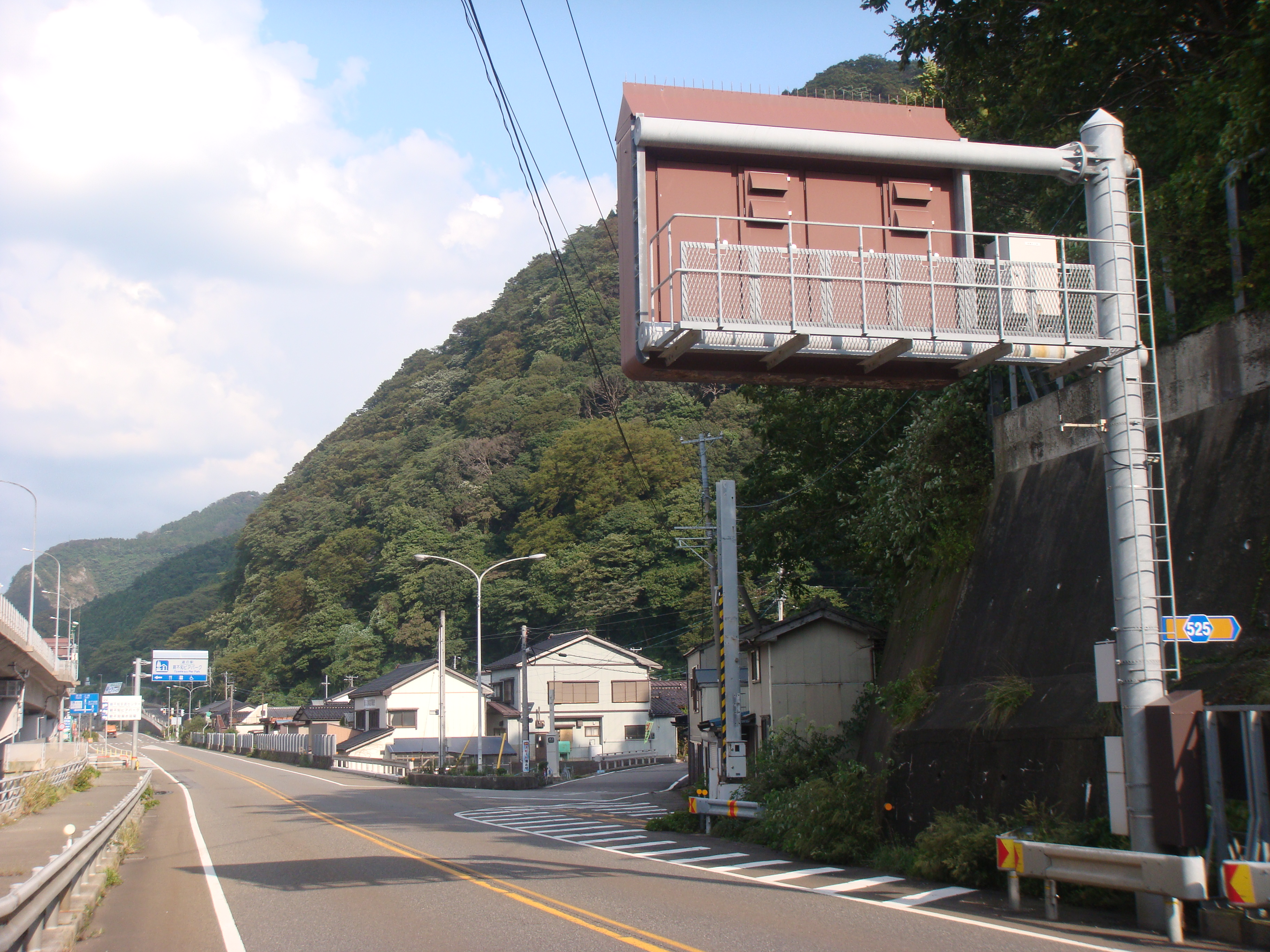
終点を市振方面から望む。画像左は国道8号、右が当県道である。
（2011年（平成23年）10月撮影）

国道8号の歌高架橋が1976年（昭和51年）10月6日に開通するまで使用されていた旧道にあたり、糸魚川市西部の青海地域の西部・歌および外波の各集落を国道8号に沿って東西に結ぶ。当県道は新潟県が管理している、新潟県内で完結する県道としては最も西に位置している。また、起終点で同一の国道と接している。
当県道の同区間の国道8号が歌高架橋で海岸線を跨いでいるのに対し、当県道は崖の中腹に沿っている。
起点側の投げ岩橋（橋長99.876 m）は、駒返トンネル建設に伴う県道付け替えのために建設された高架橋である。

### 路線データ
- 起点：新潟県糸魚川市大字歌字川向928-1（＝歌交差点、国道8号交点）
- 終点：新潟県糸魚川市大字外波字外波902-7（＝外波川橋西詰、国道8号交点）

## 路線状況
全区間、アスファルトによる高級舗装が施されている。
また、全区間規格改良済である。車道の幅員に関しては、このうちの約52.8％（0.9201km＝920.1m）は5.5m以上であり、ほかは5.5m未満である。歩道は0.6384km（＝638.4m）整備されている。

## 地理

### 通過する自治体
- 新潟県
糸魚川市

### 交差する道路
- 国道8号（新潟県糸魚川市歌・歌交差点：起点）
- 国道8号（糸魚川市外波・ピアパーク前交差点）
- 国道8号（糸魚川市外波・外波川橋西詰：終点）

### 道の駅
- 親不知ピアパーク
  - ピアパーク前交差点から直接出入りが可能である。

### 沿線
- 親不知・子不知
- 北陸自動車道 親不知インターチェンジ 親不知海岸高架橋 子不知トンネル
- えちごトキめき鉄道 親不知駅
- 北陸新幹線 新親不知トンネル
- 親不知郵便局
- 東北電力 親不知変電所
- 親不知交流センター まるたん坊
- 親不知海水浴場